# Liste der Wappen der Bezirksgemeinschaft Vinschgau
Die Liste der Wappen der Bezirksgemeinschaft Vinschgau beinhaltet alle in der Wikipedia gelisteten Wappen der Bezirksgemeinschaft Vinschgau in Südtirol in Italien. In dieser Liste werden die Wappen mit dem Gemeindelink angezeigt.

## Wappen der Bezirksgemeinschaft Vinschgau
Die Wappen der Bezirksgemeinschaft Vinschgau

Glurns
Graun
Kastelbell-Tschars
Laas
Latsch
Mals
Martell
Prad am Stilfserjoch
Schlanders
Schluderns
Schnals
Stilfs
Taufers im Münstertal